# Anton Johansson (ishockeyspelare)
Anton Johansson, född 11 april 1999 i Kumla, Örebro län, Sverige, är en svensk professionell ishockeyspelare. Johansson har tidigare spelat för bland annat Örebro HK och IK Oskarshamn. Från säsongen 2019/2020 spelar Johansson för HC Vita Hästen.